# Authume
Authume és un municipi francès situat al departament del Jura i a la regió de Borgonya - Franc Comtat. L'any 2007 tenia 788 habitants.

## Demografia

### Població
El 2007 la població de fet d'Authume era de 788 persones. Hi havia 336 famílies de les quals 86 eren unipersonals (39 homes vivint sols i 47 dones vivint soles), 129 parelles sense fills, 105 parelles amb fills i 16 famílies monoparentals amb fills.
La població ha evolucionat segons el següent gràfic:
Habitants censats

### Habitatges
El 2007 hi havia 371 habitatges, 339 eren l'habitatge principal de la família, 10 eren segones residències i 22 estaven desocupats. 303 eren cases i 64 eren apartaments. Dels 339 habitatges principals, 252 estaven ocupats pels seus propietaris, 60 estaven llogats i ocupats pels llogaters i 26 estaven cedits a títol gratuït; 2 tenien una cambra, 23 en tenien dues, 51 en tenien tres, 86 en tenien quatre i 177 en tenien cinc o més. 289 habitatges disposaven pel capbaix d'una plaça de pàrquing. A 140 habitatges hi havia un automòbil i a 175 n'hi havia dos o més.

### Piràmide de població
La piràmide de població per edats i sexe el 2009 era:
| Homes | Edats   | Dones |
| ----- | ------- | ----- |
| 0     | 95 o +  | 4     |
| 0     | 90 a 94 | 0     |
| 4     | 85 a 89 | 0     |
| 4     | 80 a 84 | 8     |
| 12    | 75 a 79 | 20    |
| 20    | 70 a 74 | 8     |
| 8     | 65 a 69 | 20    |
| 28    | 60 a 64 | 16    |
| 24    | 55 a 59 | 48    |
| 40    | 50 a 54 | 40    |
| 44    | 45 a 49 | 32    |
| 24    | 40 a 44 | 20    |
| 28    | 35 a 39 | 28    |
| 24    | 30 a 34 | 28    |
| 12    | 25 a 29 | 12    |
| 32    | 20 a 24 | 24    |
| 44    | 15 a 19 | 20    |
| 32    | 10 a 14 | 12    |
| 20    | 5 a 9   | 12    |
| 16    | 0 a 4   | 20    |

## Economia
El 2007 la població en edat de treballar era de 497 persones, 379 eren actives i 118 eren inactives. De les 379 persones actives 351 estaven ocupades (184 homes i 167 dones) i 29 estaven aturades (16 homes i 13 dones). De les 118 persones inactives 65 estaven jubilades, 24 estaven estudiant i 29 estaven classificades com a «altres inactius».

### Ingressos
El 2009 a Authume hi havia 348 unitats fiscals que integraven 833 persones, la mediana anual d'ingressos fiscals per persona era de 20.358 €.

### Activitats econòmiques
Dels 19 establiments que hi havia el 2007, 1 era d'una empresa alimentària, 3 d'empreses de fabricació d'altres productes industrials, 1 d'una empresa de construcció, 4 d'empreses de comerç i reparació d'automòbils, 2 d'empreses de transport, 1 d'una empresa d'informació i comunicació, 2 d'empreses financeres, 2 d'empreses de serveis, 2 d'entitats de l'administració pública i 1 d'una empresa classificada com a «altres activitats de serveis».
L'únic servei als particulars que hi havia el 2009 era una perruqueria.
Dels 2 establiments comercials que hi havia el 2009, 1 era una botiga de menys de 120 m² i 1 una peixateria.
L'any 2000 a Authume hi havia 8 explotacions agrícoles que ocupaven un total de 525 hectàrees.

## Equipaments sanitaris i escolars
L'únic equipament sanitari que hi havia el 2009 era una farmàcia.
El 2009 hi havia una escola elemental.

## Poblacions més properes
El següent diagrama mostra les poblacions més properes.